# John Stevens (Politiker, 1716)
John Stevens (* 21. Oktober 1716 in Perth Amboy Province of New Jersey; † 10. Mai 1792 in Hoboken, New Jersey) war ein US-amerikanischer Politiker. Er war der Sohn von John Stevens (ca. 1682–1737), der 1699 nach Neuengland gekommen war und dessen Frau Ann Campbell. Unter seinen Brüdern waren Campbell Stevens (1714–1770), Kommandeur einer Kompanie in Louisburg während des Französisch-Indianischen Krieges sowie Richard Stevens (1723–1802), Kapitän und Kaufmann in Perth Amboy und Philadelphia, der mit den West Indies und Madeira Handel trieb.

## Leben
Er war Kaufmann und Reeder und betrieb das Geschäft gemeinsam mit seinem Bruder Richard. Er war Großgrundbesitzer im Hunterdon County und besaß eine Kupfermine im Somerset County.
Stevens war Mitglied der allgemeinen Versammlung der Kolonien im Jahre 1751. Er war Mitglied des Verteidigungsausschusses, um New York und New Jersey gegen  Verwüstungen durch die Indianer zu schützen. 1758 war er Kommissar für Indianischen Angelegenheiten. 1756–1760 war er Zahlmeister für Oberst Schuylers Regiment, den „Old Blues“. Als Einwohner von New York City war er einer von den vier im Ausschuss, die die Ausgabe von Briefmarken im Jahr 1765 verhinderten.
1774 wurde zum Kommissar ernannt, um den Grenzverlauf zwischen New York und New Jersey zu bestimmen. 1770–1782 war er Vizepräsident des Rates von New Jersey und im Jahre 1783 diente er als Präsident des Rates der Land-Eigentümer von East Jersey.
John Stevens war 1783 Mitglied im Kontinentalkongress für den Bundesstaat New Jersey.
Als dritter Staat stimmte New Jersey am  18. Dezember 1787 einstimmig mit 38 Stimmen der Ratifizierung der Verfassung zu, John Stevens war Präsident dieser Staatsversammlung.
Er heiratete Elizabeth Alexander, die Tochter von James Alexander, einem General aus New Jersey. Sie hatten zwei Kinder miteinander. Zum einen den Erfinder John Stevens und zum anderen Mary Stevens, die Robert R. Livingston heiratete.
Stevens starb im Hause seines Sohnes in Hoboken, Hudson County, New Jersey, am 10. Mai 1792. Die Beisetzung erfolgte im Frame Meeting House Cemetery, Bethlehem Township, Hunterdon County, NJ.